# Sport

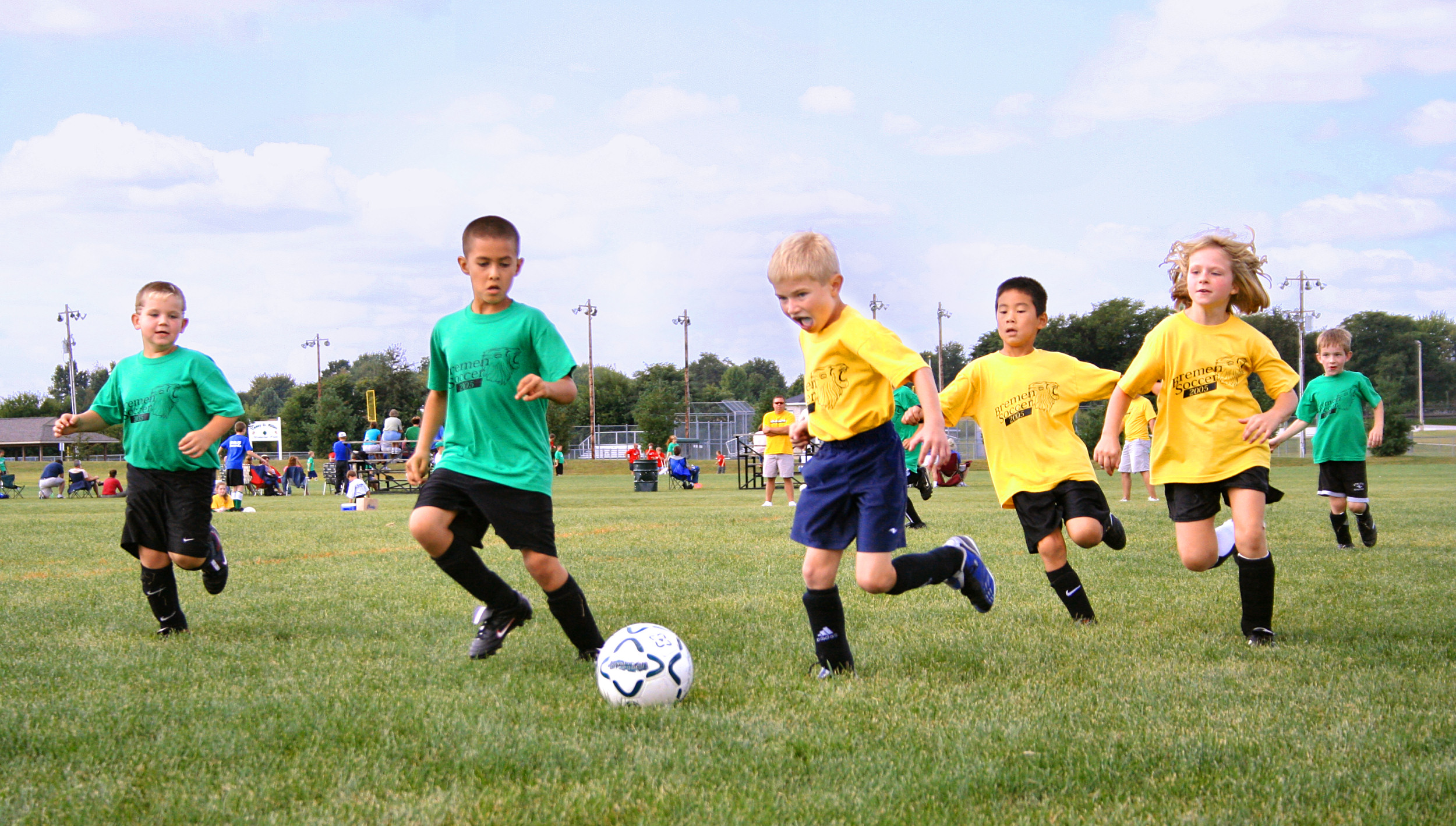
Sport a gyerekkortól. A futball egy csapatsport, aminek szociális jelentése van.

A sport meghatározott célú tevékenység, a mindennapoktól különböző környezetben; célja a testedzés, versenyzés, a szórakozás, eredmény elérése, a képességek fejlesztése. A kitűzött cél határozza meg a sport jellegét, a sportoló (vagy csapat) képességei és bátorsága mellett. A sport kifejezés a francia „desporter” (mulatságoknak élő) szóból származik. Angliában a 15. század közepe táján fordul elő először „szórakozás, időtöltés” értelemben. A 16. században már különféle játékok játszására alkalmazták, de főleg a szabadban végzett szabadidős tevékenységekre. Ekkor még sem a görög αγων (agón, verseny, mérkőzés), sem az αθλον (athlon, küzdelem díjért) jelentéseit nem értették bele.

## A sport története
A sport történelmen átívelő fejlődése sokat elárul a társadalmi változásokról és a sport természetéről.
Úgy tűnik, a sport magába foglalja az emberi képességek öncélú fejlesztését és a képességek gyakorlati alkalmazhatósága miatti fejlesztését egyaránt. Ebből következik, hogy a sport feltehetőleg az emberiséggel egyidős, és a kezdetektől hasznos módja lehetett a tanulásnak és fejlődésnek.
Természetesen ahogy haladunk visszafelé az időben, egyre kevesebb bizonyíték támasztja alá ezt a feltételezést.

### Őstörténet

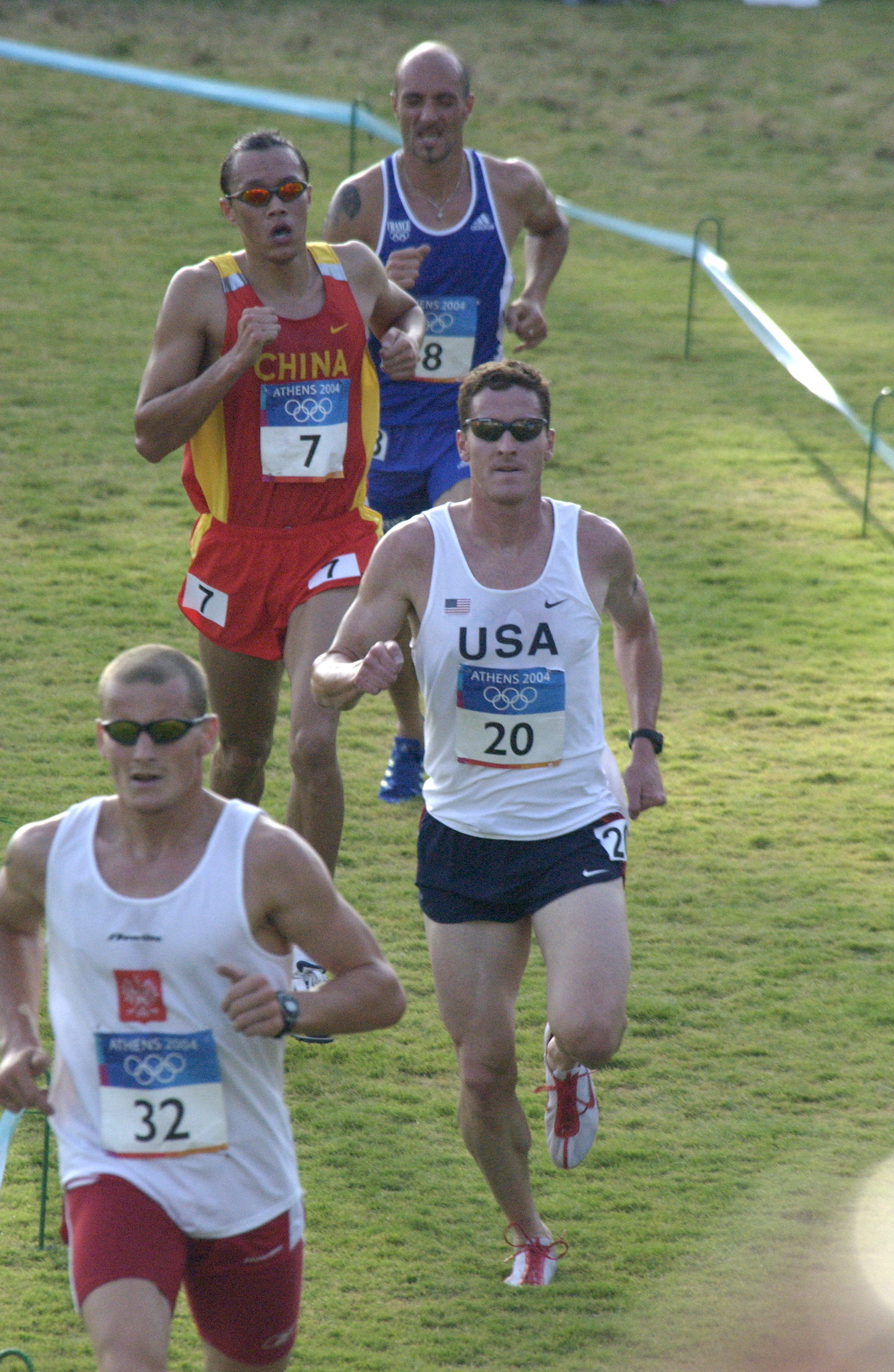
Öttusa-terepfutás

A történelem előtti időkből sok felfedezés – például ausztrál, afrikai és francia (lásd: Lascaux) barlangrajzok – mutat be rituális ceremóniákat. A kormeghatározások alapján van, amelyik lelet több mint 30 ezeréves.
A líbiai sivatagban talált kőkorszaki rajzok más egyebek mellett íjászatot és úszó embereket ábrázolnak.
Maga a művészet nem más, mint példa azokra a tevékenységekre, amelyek nem a létfenntartás problémakörébe tartoznak, és bizonyítékot szolgáltat arra, hogy volt szabadidő az ilyen tevékenységek végzésére. Emellett a rajzok más, nem létszükségnek számító tevékenységeket mutatnak be, mint a ceremóniák stb.
Ezért, bár az erre vonatkozó közvetlen bizonyítékok száma kevés, arra következtethetünk, hogy már ebben az időben is léteztek sportnak számító tevékenységek. A sport gyökerei összefonódnak az emberiség gyökereivel.

### Mezopotámia
A valódi sporttevékenységek első dokumentumai a mezopotámiai eposzokban gyakran feltűnő birkózás. A birkózás folyhatott életre-halálra is, de eldönthettek vele vértelenül nagyobb konfliktusokat is. A Gilgames-eposzban Gilgames és Enkidu többször birkózik egymással, ez a motívum később a görög mitológiában visszatérő elemmé válik, főleg Héraklész birkózásainál.
A birkózáson kívül más mai versenysport az i. e. 3. évezred túlnyomó részéből nem ismert, az egyéb sportok közül a ma sportnak tekintett vadászat létezett még, mint előkelő szabadidős tevékenység. Az i. e. 3. évezred vége felé Urukban már jelen volt az ökölvívás, amit egy agyagtáblán ábrázolt bokszoló pár igazol.

### Ókori Kína
Tárgyi leletek és épületek maradványai bizonyítják, hogy Kínában már i. e. 4 000 körül is létezett sport. A kínai sport eredete és fejlődése visszavezethető a korabeli foglalkozásokra, háborúkra és szórakoztatásra.
A gimnasztika népszerű sportnak számított Kína múltjában. Ez ma is így van; a kínai akrobaták ügyessége világszerte elismert.

### Ókori Egyiptom
Az ókori Egyiptom sportjai is szorosan kapcsolódtak a mindennapi élet eseményeihez. Egyiptom életében a Nílus központi szerepet játszott és játszik, így nem meglepő, hogy ehhez köthető sportok alakultak ki, mint az úszás és a horgászat. Ezenkívül például gerelyhajítással, magasugrással, birkózással is foglalkoztak. Ez utóbbi a legelső ismert sport Egyiptomban is, az i. e. 25. századi Ptahhotep masztabájában birkózókat ábrázoló reliefek vannak. I. e. 19. századiak az első labdajáték-ábrázolások, i. e. 14. századi az első ismert ökölvívó jelenet Heruef egyik reliefjén. Ugyanitt botvívás is feltűnik. A lótenyésztés és a harci szekér elterjedése után a kocsihajtók versenyei is megjelennek az Újbirodalomban.

### Ókori Görögország

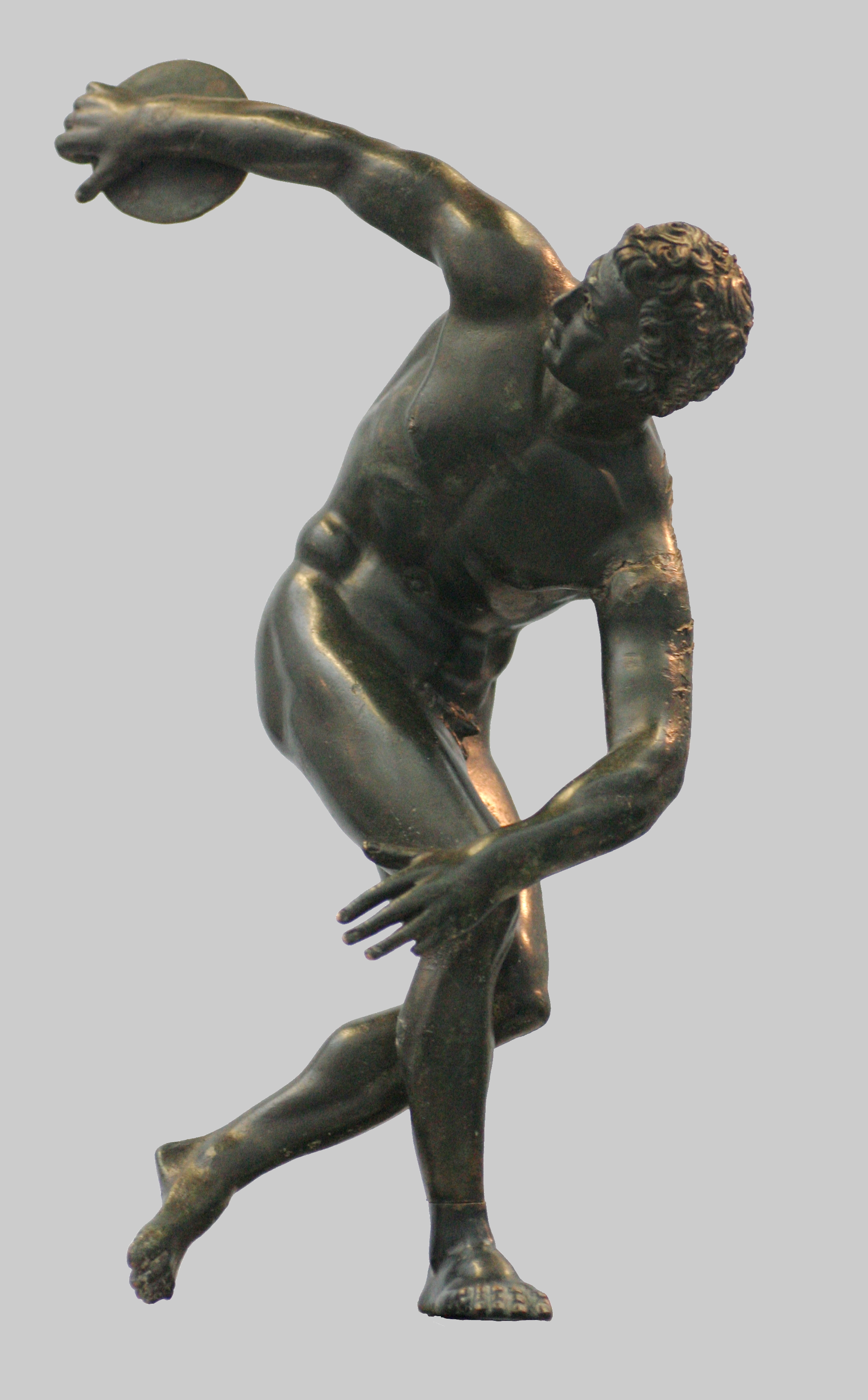
Római bronz reprodukciója Mürón Discobolosának, 2. század

Az ókori Görögország idején a térségben már jó ideje léteztek a különféle sportok az ókori Keleten, ezek egy részének átvétele és meghonosítása ismét a görög kultúra mély keleti kapcsolatait igazolja. A görögök ősi mítoszaikban és regéikben a testi erőre, ügyességre és ravaszságra helyezték a legnagyobb hangsúlyt, hőseik, héroszaik egytől egyig kiváló katonák. E tulajdonságok fejlesztésére és összemérésére alkalmazták a birkózást, futást, ökölvívást, gerelyhajítást, diszkoszvetést, és a kocsiversenyeket, valamint olyan versenysportokat, amiket ma már nem űznek, mint a fegyveres futás, a helyből távolugrás vagy az ógörög mintájú sokszor véres és maradandó károsodásokat okozó pankráció.
A görögök mindig díjazásért küzdöttek e sportágakban, ez volt az athlon (αθλον). A harc közbeni küzdelmet agónnak nevezték (αγων). Az athlon és az agón összefügg, aki az athlonban ügyes, az megállja a helyét az agónban is. Ezért a görög harci szellem elsődleges forrása az athlon volt. A versenyeket általában valakinek vagy valaminek az emlékére rendezték. Ezek legkorábbi szemléltetései a homéroszi Iliaszban olvashatók, például a Patroklosz halála utáni versenyeket, ahol Homérosz nem felejti el lejegyezni a különböző versenyszámok győzteseit és a jutalmukat. Mindig kizárólag az első helyezettet díjazták, a második vagy harmadik helyért semmi sem járt. Csak egy győztes és az összes többi vesztes létezett számukra.
Négyévente megrendezték az olümpiai játékokat, a Peloponnészoszi-félsziget egy kis falujában, Olümpiában. A játékok nem csupán sportesemények voltak, hanem az egyéni teljesítmények, a kultúra, művészet, építészet, és a görög istenek ünnepei. Négy nagy, pánhellén játék volt, az olümpiai mellett az iszthmoszi játékok, a nemeai játékok, és a püthói játékok, de szinte minden nagyobb városkörnyéknek volt helyi versenye is, mint Athénban a Panathénaia, Spártában a Karneia. Ezekből háromszáznál is több volt.
Mivel a játékok szent eseménynek számítottak, a görögök ez időre beszüntették az ellenségeskedést. Az épp folyamatban lévő háborúkban fegyverszünetet léptettek életbe. A nyilvános kivégzéseket szintén felfüggesztették. A fegyverszünet ideje alatt a békésen, civilizált körülmények között küzdöttek meg egymással. A négy játékszínhely miatt minden évre jutott egy-egy nagy jelentőségű rendezvény. Ezek közül az olümpiai játékok a legismertebbek. Ezeken egy idő után már nem csak sportviadalok voltak, hanem például zenei és versmondás-versenyek, vagy festők versenye.

### Modern európai és a világsport fejlődése
A sport az ókori olimpiáktól napjainkig egyre jobban szervezetté és szabályozottá vált. Az élelemszerzéshez és túléléshez szükséges tevékenységeket, mint a vadászat vagy a horgászás, egyre inkább a versenyzés vagy a kikapcsolódás kedvéért űzték. Az ipari forradalom és a tömegtermelés megjelenése több szabadidőhöz is vezetett, amely lehetővé tette a tömeges hozzáférést a sporthoz, mind nézőként, mind sportolóként.
A tömegtájékoztatás és globális kommunikáció megjelenésével ez a trend tovább folytatódott. A professzionalizmus uralkodóvá vált, ezzel tovább népszerűsítve a sportokat.
Napjainkban egyre népszerűbbé válnak a veszélyes és extrém sportok, amelyek a mindennapi élet rutinjából való elmenekülés lehetőségét kínálják.

## A sportok osztályozása

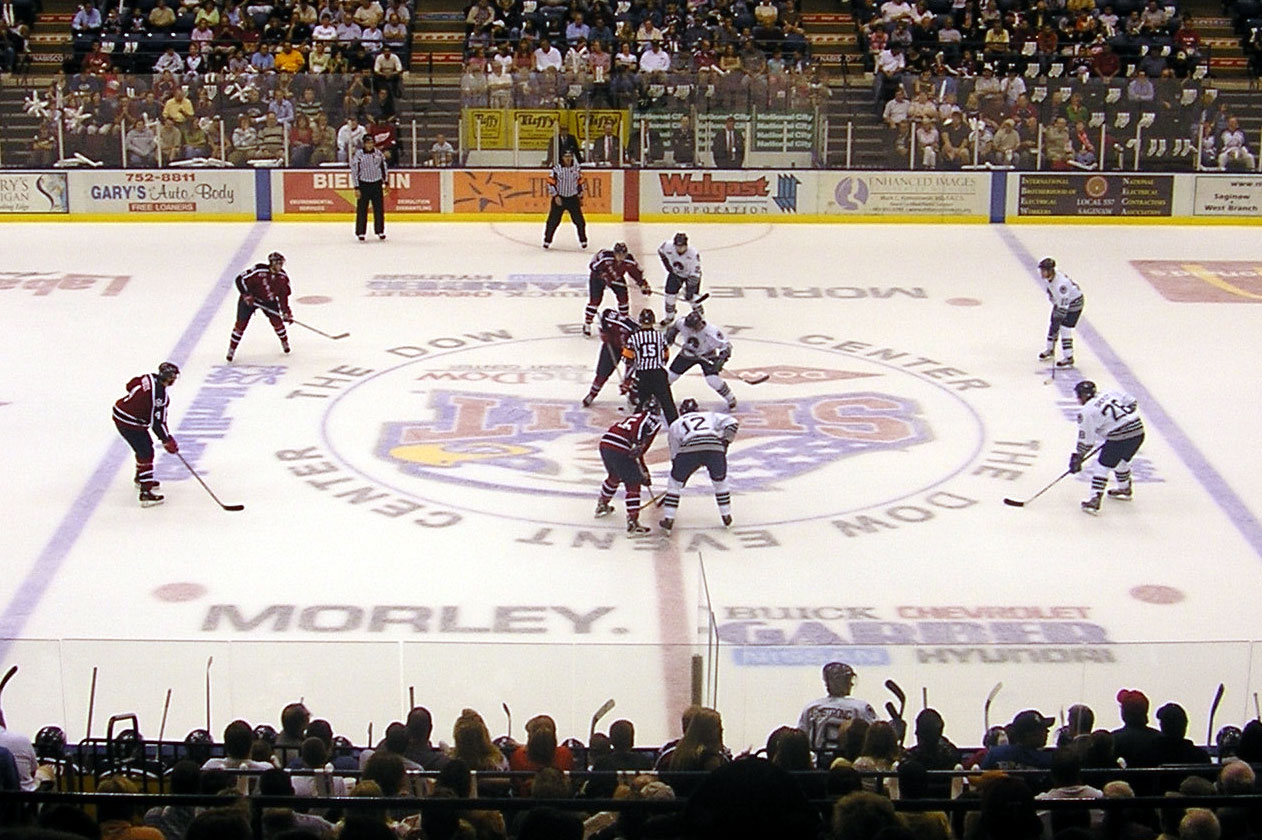
A modern sportokat nagy fokú szervezettség és bonyolult szabályok jellemzik

Az alábbi rendszer a sportokat igyekszik osztályozni céljuk szerint. A lista inkább szemléltető, mint átfogó jellegű.

### Versenyzés
- Emberi (futás, úszás, tájfutás, ...)
- Emberi erővel hajtott (kerékpározás, evezés, kajak-kenu, ...)
- Külső erővel hajtott (autóversenyzés, vitorlázás, jégvitorlázás, lovaglás, ...)

### Ellenfél
- Egyéni küzdősport (boksz, vívás, cselgáncs, szumó, ...)
- Egyéni pálya (tenisz, fallabda, kerékpározás...)
- Csapat (futball, jégkorong, röplabda, kosárlabda, amerikaifutball, gyeplabda, ...)

### Teljesítmény
- Célzás (lövészet, íjászat, golf, paintball, ...)
- Megjelenítés (gimnasztika, testépítés, ...)
- Erő (súlyemelés, súlylökés, karbirkózás, erőugrás ...)
- Gyorsaság (futás, síelés, úszás, ...)
- Ellenféllel szemben elért találatok száma (futball, kosárlabda, ökölvívás, vívás, ...)
- Irányítási képesség (autóversenyzés, díjlovaglás, bob, ...)
- Szellemi (sakk, go, ...)

### A kategóriák kombinációja
Fentiek tetszőlegesen kombinálva, mint például:
- atlétika (emberi, csapat, erő)